# Wagnerina liui
Wagnerina liui är en loppart som beskrevs av Yu Xin 1987. Wagnerina liui ingår i släktet Wagnerina och familjen mullvadsloppor. Inga underarter finns listade i Catalogue of Life.